# 巫王志角色列表
巫王志角色列表，為鄭丰所著奇幻小說《巫王志》之人物列表。

## 商方
以天邑商（殷）為都，自居天下共主的大方，懂得洽煉吉金（青銅）鑄造器物。

### 王族
- 王昭：商朝第二十二位王，即後世所知之商王「武丁」，《詩經》中的「殷武」
- 婦井：王昭之后，來自井方，位於天邑商西北近郊
- 婦斁：王昭之婦，來自西南昆侖山腳的兕方
- 婦好：王昭之婦，出身商人王族遠親
- 子弓：王昭與婦井之大子（長子），為王昭之小王（太子之意）
- 子央：王昭與婦井之中子（次子），王親戍長
- 子商：王昭與婦井之小子（幼子），封於商方
- 子漁：王昭與婦斁之大子
- 子曜：王昭與婦斁之小子
- 子嫚：王昭與婦斁之女
- 子妥：王昭與婦好之大女
- 子媚：王昭與婦好之小女
- 子桑：王昭小示（戌出）之子
- 子辟：子弓與婦鼠之大子，王昭大示（嫡系）大孫
- 子雍：子弓與婦鼠之小子，王昭大示小孫
- 侯雀：王昭同母弟，王昭三卿之一

### 多臣
- 老臣樸：牽小臣，商王牛車隊出門徵貢貿易時負責替商王監視；亦為服待婦斁之老臣
- 牛小臣直：替商王管理牛家（養牛場）的牛小臣
- 朱婢：巴人，婦斁的近身侍婢
- 師般：王昭之師，右學之長，師般婦為王昭之姊，王昭三卿之一
- 師貯：左學之長，並非王族，為師般收養的孤兒
- 傅說：王昭流放時在傅方尋得之能臣，王昭三卿之一
- 子冶：天邑商最高明的吉金（青銅）鑄工，吉金工坊之長
- 伊鳧：大商開邦功臣伊尹的後代，小王子弓密友兼輔佐

### 多巫
效忠於大商的巫者
- 巫穀：商王大巫，和婦斁一起來自西南兕方
- 巫箙：巫術低淺的商人之巫
- 小祝：女，大巫侍者兼助手
- 小巫：孤兒，大巫之徒
- 巫爭：商王多巫之一，來自爭方
- 巫亘：商王多巫之一，來自亘方
- 巫永：來自土方的黑暗之巫，王婦婦好的親信
- 巫启：前任商王大巫
- 巫迍：先王虎甲在世時之商王大巫

## 雀方
天邑商以東的方國，物產豐饒
- 侯雀：王昭之弟，王昭三卿之一，王昭流放時曾有恩於王昭，王昭即位後封於雀
- 雀女：侯雀大示之女，亞禽之元婦（正妻）

## 禽方
天邑商以東的方國
- 亞禽：王昭自幼培養的軍事人才，繼承其父亞禽之位，雀女之夫

## 鼠方
位於天邑商西北近郊之小方，與井方比鄰，世代通婚
- 鼠侯：鼠方之長，王昭親信輔臣
- 鼠充：鼠侯大子
- 婦鼠：鼠侯之女，小王子弓元婦（正妻），子辟、子雍之母

## 犬方
位於天邑商之西的方國
- 犬侯：犬方之長，王后婦井的親信
- 犬侯子：犬候之子

## 畫方
位於天邑商以西之小方
- 子畫：王族遠親，王后婦井的親信

## 甫方
位於天商以西之小方
- 甫：王昭之臣，王后婦井的親信

## 虎方
位於天邑商東南方的強大方國
- 虎侯：虎方之長
- 虎子：虎侯之子，羌伯女姜之未婚夫
- 虎女：虎侯之女

## 盧方
位於虎方以西的方國，虎侯婦之姊為盧侯的侯婦

## 羌方
位於天邑商西北方的方國，地域廣大，牧羊維生，信仰天神阿爸和饕餮神
- 羌伯：羌方之長
- 姜：羌伯之女，亦為羌方釋比（大巫），虎侯子之未婚婦

## 鬼方
位於天邑商和羌方之間的方國
- 鬼伯：鬼方之長
- 鬼方靈師：鬼方大巫，天下多巫之中年齡最長，法力也最強大的一位巫者。自幼雙目失明，但擁有能夠看透世間萬事萬物的第三隻眼，更能往來冥界，將死者從冥界帶回人間

## 荊楚
位於長江流域的南方古國，有淵遠流長的文化和傳說，重巫崇鬼
- 荊楚老王：荊楚之王
- 婦娒：商人，荊楚王第十五個婦
- 大王子：荊楚老王病重時，被二王子和三王子聯手殺死
- 二王子：殺死其兄後自稱小王，被老王趕出荊楚王寨
- 三王子：殺死大兄後，二兄稱小王，一氣出走，後聯合濮方侵略荊楚王寨
- 熊強：荊楚老王和婦娒之獨子
- 熊蠻：荊楚王族，象師之長
- 熊駿：荊楚王族，馬師之長
- 熊平：荊楚王族，屬馬師，子嫚情人
- 熊高：荊楚王族，婦娒情人
- 大巫：荊楚老王之妹，荊楚大巫

## 度卡族
位於北境冰原之上，馴鹿維生的方族
- 隨風納木薩：度卡族薩滿（大巫）

## 鷹方
位於北方之族，族人能變身為鳥，王宮位於鷹絕崖上
- 鷹王兼鷹方喀目（大巫）：一百年前失蹤，從此鷹族王位空懸，亦無大巫
- 伏霜：鷹方王子，鷹王弟之獨子
- 鷹方老者：鷹方王子伏霜的手下

## 海族
生存於大海上的方族，族人都是海中生物變身而成
- 海王：海族之長

## 龍方
不死的方族，族人能變身成龍
- 龍王：龍方之長
- 靇：龍王之子
- 瓏：龍王之女

## 其他
- 巫彭：居於昆侖山的老巫，婦斁之父，曾助王昭登上商王之位

- 御龍族：一群來自不同方族的大巫，聚集在一起發明各種邪異強大的巫術，其中之一是對付龍的巫術，能夠迷惑龍，讓龍甘願供他們駕馭乘坐，再也不能變身為人，同時失去了言語和心智，一世再也無法脫離御龍族的控制